# Zespół przyrodniczo-krajobrazowy Olszyna
Zespół przyrodniczo-krajobrazowy Olszyna, zwyczajowo park Olszyna – teren zieleni w Warszawie o powierzchni 2,23 ha znajdujący się na terenie dzielnicy Bielany, pomiędzy ulicami: Gąbińską, Romaszewskiego (dawną Duracza), Władysława Broniewskiego, trasą Armii Krajowej, na skraju osiedla Słodowiec.
Przylega do niego park osiedlowy Olszyna o powierzchni 7,78 ha urządzony w latach 1973–1975. Powstał on w czynie społecznym ludności Bielan (m.in. pracowników zakładów komunikacyjnych i Huty Warszawa).

## Opis
Zespół został objęty ochroną rozporządzeniem Wojewody Warszawskiego z dnia 18 maja 1994 r.
Stanowi on fragment dawnej doliny rzeki Rudawki i powstał w celu zachowania wartości przyrodniczych i krajobrazowych olesu kępowego. Jego nazwa pochodzi od olchowego lasu znajdującego się przed laty w niecce rzeki. Występują tu m.in. dwa gatunki kaczek: krakwa i rożeniec.
Na początku XXI wieku część parku uporządkowano (m.in. powstał plac zabaw oraz sprzątnięto obszar po barakach pracowników budujących Trasę Toruńską).
W 2019 roku przeprowadzono szybką inwentaryzację przyrodniczą (tzw. bioblitz), podczas której stwierdzono występowanie wielu gatunków zwierząt, w tym tych objętych ochroną. 
W 2020 roku przeprowadzono renowację parku. Asfaltową alejkę zastąpiono drewnianym, podwieszanym chodnikiem.